# Ардагаст
Ардагаст (грч. Αρδαγαστος) је био вођа групе Словена у 6. веку који су насељавали леву обалу Дунава у области данашње Румуније.
Године 584. Ардагаст је у савезу са аварским каном Бајаном, предводећи велику војску Словена напао Балканске провинције Византије. Стигли су у том походу све до зидина Цариграда, али су на на крају поражени стране византијске војске предвођене војсковођом Коментиолом. Ардагастова војска се повукла након тога на обале Дунава.
Године 585. Ардаган поново напада подунавске земаље Византије и том приликом узимајући много плена, наставља преко Једрена до Турске) где поново поражен од Коментиолових трупа се повлачи преко Дунава.
Територија коју су запосели називала се Ардагастова земља што несумњиво сведочи о његовом утицају и моћи. На овој територији он је био пре свега војни заповедник и цивилни старешина веће области која носи његово име. Са оваквим овлашћењима Ардагаст би према терминологији византијских писаца био архонт, а можда и краљ (рекс) како су у раном средњем веку називали варварске владаре.
Године 593. Ардагаст предводи Словене у нападу на византијску област Тракију. Византијски војсковођа Приск са великом армијом прелази Дунав и изненада напала поседе Ардагаста. Ардагаст успева да побегне, али губи своје поседе. Многи Словени бивају заробљени и послати у Византију.